# Ťiou-ťiang
Ťiou-ťiang (čínsky pchin-jinem Jiǔjiāng, znaky 九江; doslova „Devět řek“) je čínská městská prefektura ležící na jižním břehu Jang-c’-ťiang na severozápadě provincie Ťiang-si, druhá největší v provincii. Prefektura má rozlohu 19 106 čtverečních kilometrů a roku 2020 zde žilo 4,6 milionů obyvatel,

## Historie
Od nejstarších dob bylo město Ťiou-ťiang významným dopravním uzlem. Za vlády dynastií Sia a Šang bylo hlavním městem několika států. V období jar a podzimů leželo na hranici mezi státy Wu a Čchu. Za dynastie Suej dostalo dnešní název Ťiou-ťiang, předtím bylo známo jako Ťiang-čou a Sün-jang. Za Sungů bylo přejmenováno na Tching-ťiang, za Mingů se vrátilo k dnešnímu jménu.
V polovině 19. století za povstání Tchaj-pchingů bylo pět let jejich baštou. Roku 1862 se stalo otevřeným přístavem, což přispělo k rozvoji obchodu, významné bylo zejména exportem rýže. Společně s Chan-kchou a Fu-čou patřilo mezi tři čínská centra obchodu s čajem. Čaj byl před rokem 1917 byl zpracováván ve dvou podnicích vlastněných ruským kapitálem, po roce 1917 přebraným Brity. Poté, co zesílila indická konkurence a co byli roku 1927 Britové vyhnáni, význam čajové průmyslu upadl. Do roku 1949 tak bylo město pouze slabě industrializované. Dnes tvoří základ místního průmyslu výroba automobilů, strojírenství, stavba lodí a výroba textilu.

## Demografie
Celkem v městské prefektuře žije 4 500 000 obyvatel, z toho 650 000 v městských okrscích. Chanů je 99,8 %, zbytek je tvořen zástupci 25 menšinových národů. Přestože pro provincii Ťiang-si je typický dialekt Kan čínštiny, v Ťiou-ťiangu se mluví variantou mandarínštiny.

## Administrativní členění
Městská prefektura Ťiou-ťiang se člení na třináct celků okresní úrovně, a sice tři městské obvody, tři městské okresy a sedm okresů.
| Sün-jang ※ Lien-si Čchaj-sang · ※ městský okres · Žuej-čchang městský okres · Kung-čching-čcheng městský okres · Lu-šan okres · Wu-ning okres · Siou-šuej okres · Jung-siou okres · Te-an okres · Tu-čchang okres · Chu-kchou okres · Pcheng-ce jezero · Pcho-jang |          |                       |                    |                                  |
| Název | Název    | Počet obyvatel (2020) | Rozloha km² (2020) | Hustota zalidnění (obyv. na km²) |
| český přepis | znaky    | Počet obyvatel (2020) | Rozloha km² (2020) | Hustota zalidnění (obyv. na km²) |
| Městské obvody |          |                       |                    |                                  |
| Sün-jang | 浔阳区   | 433 122               | 81                 | 5 339                            |
| Čchaj-sang | 柴桑区   | 312 807               | 890                | 351                              |
| Lien-si | 濂溪区   | 418 339               | 384                | 1 091                            |
| městské okresy |          |                       |                    |                                  |
| Žuej-čchang | 瑞昌市   | 403 655               | 1 435              | 281                              |
| Kung-čching-čcheng | 共青城市 | 194 689               | 302                | 646                              |
| Lu-šan | 庐山市   | 231 525               | 754                | 307                              |
| Okresy |          |                       |                    |                                  |
| Wu-ning | 武宁县   | 322 161               | 3 512              | 92                               |
| Siou-šuej | 修水县   | 710 620               | 4 507              | 158                              |
| Jung-siou | 永修县   | 343 76716 365         | 1 947              | 163                              |
| Te-an | 德安县   | 167 090               | 858                | 195                              |
| Tu-čchang | 都昌县   | 577 684               | 2 227              | 259                              |
| Chu-kchou | 湖口县   | 227 462               | 673                | 338                              |
| Pcheng-ce | 彭泽县   | 284 757               | 1 538              | 185                              |
| |          |                       |                    |                                  |
| Celkem | Celkem   | 4 600 276             | 19 106             | 241                              |

## Partnerská města
- Kajaani, Finsko
- Koper, Slovinsko
- Louisville, Kentucky, USA
- Savannah, Georgie, USA